# Януарий (Вознесенский)
Епископ Януа́рий (или Иануа́рий, в миру Ива́н Ива́нович Попо́в-Вознесе́нский; 1823, село Михайловское, Белгородский уезд, Курская губерния — 5 сентября 1883, Каменец-Подольский) — епископ Русской православной церкви, епископ Балтский, викарий Подольской епархии.

## Биография
Иван Попов родился в 1823 году в селе Михайловском Белгородского уезда Курской губернии (ныне в черте Белгорода) в семье пономаря. Окончил Курскую духовную семинарию, поступил в Киевскую духовную академию.
11 октября 1849 года по окончании курса академии пострижен в монашество; 7 ноября того же года рукоположён во иеродиакона, а 14 ноября — во иеромонаха.
Определён учителем Киевской семинарии. С 1850 года там же преподаватель философских наук.
В январе 1852 года перемещён в Подольскую семинарию помощником ректора и учителем по классу богословских наук. 9 июля 1852 года удостоен степени магистра за выслугу лет. 29 октября 1856 года назначен инспектором Подольской семинарии.
С 1857 года — строитель Свято-Троицкого монастыря Подольской епархии. 27 июля 1860 года возведён в сан архимандрита.
С 4 октября 1862 года — ректор Астраханской семинарии и настоятель Иоанна-Предтеченского монастыря Астраханской епархии.
8 апреля 1868 года назначен ректором Минской семинарии и настоятелем Ляданского Благовещенского монастыря.
5 июня 1877 года хиротонисан во епископа Брестского, викария Виленской епархии.
17 февраля 1879 года — епископ Балтский, викарий Подольской епархии.
Епископ Януарий скончался 5 сентября 1883 года в Каменце.

## Публикации
- Собрание проповедей архим. Ианнуария. — СПб., 1875 и 1877.
- Собрание речей, слов и бесед. — СПб; Каменец-Подольск, 1878, 1879.